# كامب (جزر فوكلاند)

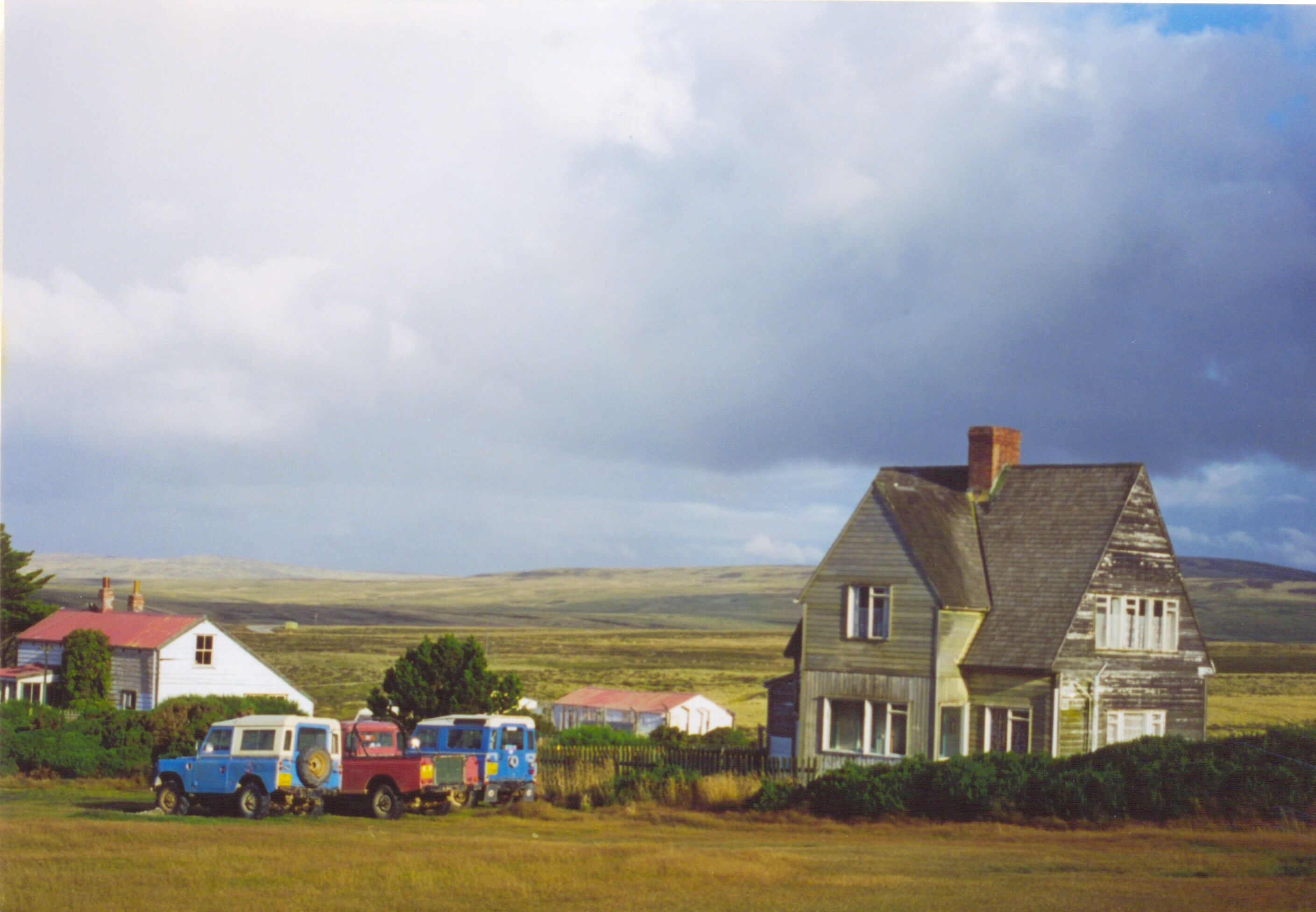
قرية صغيرة في كامب، أو بعبارة أخرى: ريف جزر فوكلاند.

كامب (بالإنجليزية: Camp)‏ (مُشتقَّة من كلمة Campo الإسبانية، ومعناها الريف) هو اصطلاح محلي في جزر فوكلاند يعتبر وصفاً لأي مكانٍ في الجزر يقع خارج المدينة الحقيقية الوحيدة، وهي العاصمة ستانلي. يمكن أحياناً أن تستثنى أيضاً قاعدة جبل بليزنت الجوية التابعة لسلاح الجو الملكي البريطاني من مصطلح كامب.
توجد العديد من القرى والحواضر الصَّغيرة في كامب، مثل فوكس بي وغوس غرين وبورت هاورد، إلا أنَّها لا تتعدى في حجمها عادةً بضعة منازل صغيرة. تاريخياً، كانت أول حاضرة بشرية أقيمت في جزر فوكلاند هي ميناء لويس الفرنسي، وقد أقيم بعده بفترة غير طويلة ميناء إغمونت. حالياً، يعيش معظم سكان منطقة كامب في جزيرة فوكلاند الشرقية، تليها جزيرة فوكلاند الغربية، ثم باقي الجزر الصَّغيرة في الأرخبيل. تستعمل الهيئات الرسمية في جزر فوكلاند مصطلح «كامب» للإشارة إلى أي حاضرات مأهولة تقع خارج ستانلي.